# Parafia św. Łukasza Ewangelisty w Bartążku
Parafia świętego Łukasza Ewangelisty w Bartążku – parafia rzymskokatolicka znajdująca się w archidiecezji warmińskiej, w dekanacie Olsztyn Południe.